# Paul Kammerer
Paul Kammerer, född 17 augusti 1880 i Wien, död 23 september 1926 i Puchberg am Schneeberg, var en österrikisk biolog.
Kammerer blev filosofie doktor 1904 och privatdocent i experimentell morfologi vid Wiens universitet. Han är författare till ett stort antal arbeten på den experimentella morfologins område, vilka blev mycket omstridda. Han avslutade sitt liv med självmord efter att ha anklagats för forskningsfusk.

## Forskning
Kammerer gjorde tidigt en serie experiment med kräldjur och grodor. Syftet var att hitta stöd för tanken att förvärvade egenskaper kunde föras vidare till kommande generationer. 1910 publicerade han skriften Beweise für die Vererbung erworbener Eigenschaften durch Planmässige Züchtung (ungefär "Bevis för arvet av förvärvade egenskaper genom planerad avel"). Han fortsatte sitt arbete om förvärvade egenskaper men gav också ut skrifter om biologi, genetik och vetenskapsteori.
Kammerers tes att förvärvade egenskaper kunde nedärvas blev kritiserad eftersom den stred mot den accepterade utvecklingsläran - darwinismen och mendelismen. Kammerer anknöt i stället till lamarckismen. Hans metod var att utsätta djuren för miljöer som de inte var anpassade för. Särskilt intresserade han sig för barnmorskegrodan, Alytes obstetricans. Denna art parar sig normalt på land och hanen bär sedan med sig de befruktade äggen tills de kläcks. Kammerer tvingade grodorna att para sig i vatten. Efter några generationer hade hanarna fått utväxter på tummarna, parningsvalkar, som gjorde det lättare för dem att hålla fast honorna vid parning i vatten, något som inte behövdes för landlevande grodor.
Kammerer blev allmänt känd som en skicklig experimentator, men fick inte gehör bland sina kolleger för uttolkningen. Han menade, i Lamarcks efterföljd, att försöken med barnmorskegrodor var bevis för att förvärvade egenskaper kunde föras vidare. Darwinisterna tvivlade. De ville se bevis och bjöd in Kammerer till England. Han tog med sig preparat och fotobevis och gjorde allmänt ett trovärdigt intryck. Det gick inte att avfärda honom som charlatan. En föreläsningsturné i USA blev en stor succé.
1926 vände allt. En amerikansk zoolog, G.K. Noble, gavs tillfälle att granska det exemplar av barnmorskegroda som Kammerer visat foto av i England. Noble upptäckte att parningsvalkarna hade åstadkommits genom att tusch hade sprutats in djuret. Några månader senare tog Kammerer sitt liv, vilket tolkades som ett erkännande av att han hade fuskat.

## Politik
Kammerer var socialist. Han ville tro att förvärvade egenskaper kunde föras vidare till nästa generation. "Om förvärvade egenskaper inte kan gå vidare till avkomman, så är inget verkligt framåtskridande möjligt", skrev han i en bok, The Inheritance of Acquired Characteristics. Detta var en syn som delades av myndigheterna i Sovjetunionen. 1925 erbjöd man honom en professur i Moskva, som han accepterade men aldrig hann tillträda. 1928 gjordes filmen Salamandra om honom i Sovjetunionen, där han framställdes som offer för reaktionära forskares intriger.

## Omvärdering

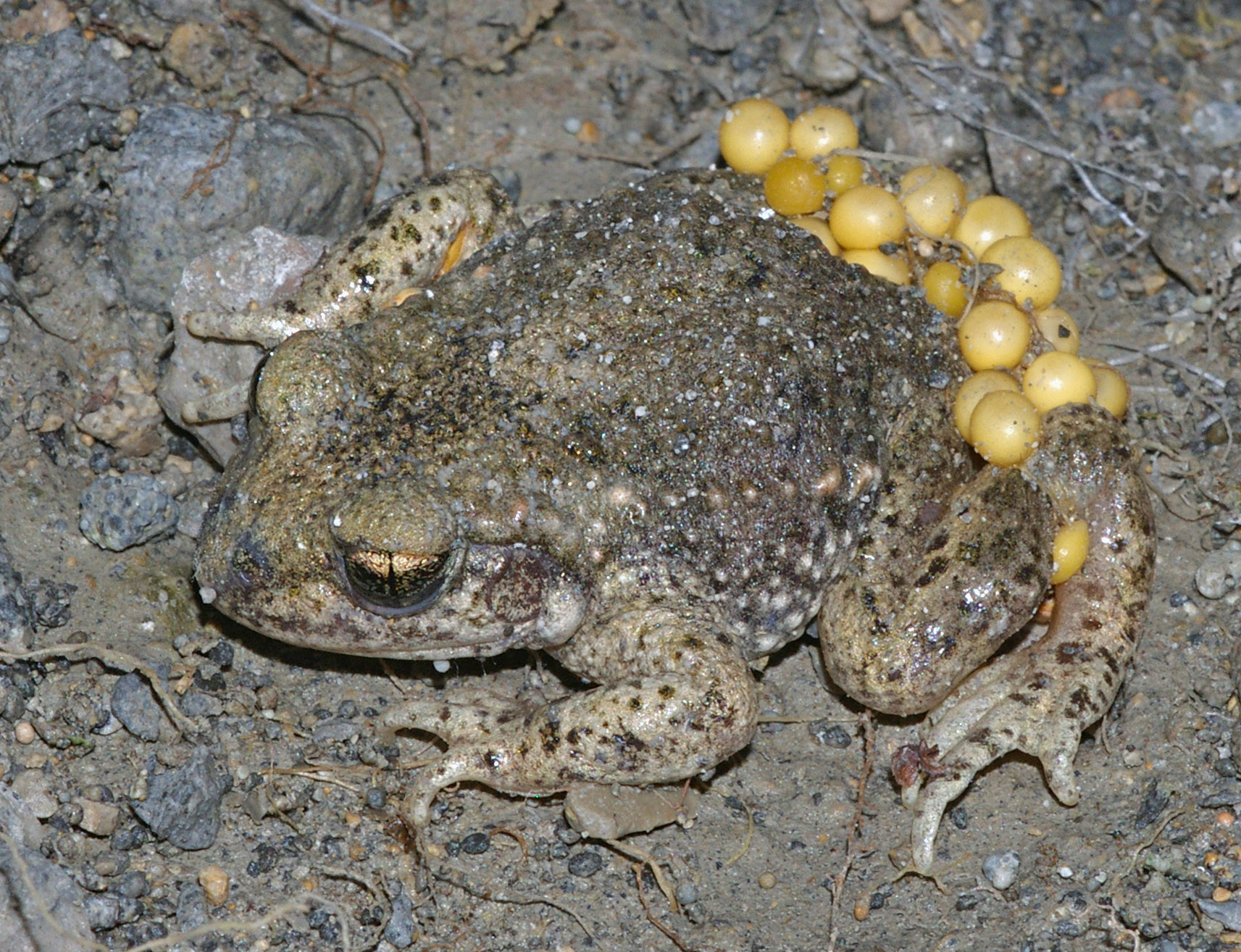
Barnmorskegroda, hane med ägg

1971 gav författaren Arthur Koestler ut The case of the midwife toad. Boken kan ses som ett försök till äreräddning av Kammerer. Koestler menar att det finns mycket som tyder på att det inte var Kammerer som manipulerade försöksdjuret utan hans fiender. Självmordet kan ha berott på en olycklig kärleksrelation. En annan hypotes säger att parningsvalkarna var äkta, men att Kammerer använt tusch för att de skulle framträda tydligare på fotografi.
Några decennier efter Kammerers död kom andra indikationer på att förvärvade egenskaper i viss bemärkelse kan föras vidare till avkomman. Genotypen förändras inte men väl vilka gener som kommer till uttryck i avkomman. Kammerer kan ha varit den förste som upptäckte sådant epigenetiskt arv även om han inte förstod mekanismerna bakom. Ingen har försökt att upprepa Kammerers försök men det har nu höjts röster för att det borde göras.

## Gustav och Alma Mahler
Som ung studerade Kammerer musik vid Wiens konservatorium samtidigt med sina studier i biologi och zoologi vid universitetet. Han tonsatte dikter "Acht Gesänge für eine Singstimme mit Beleitung des Pianoforte" och behöll genom hela livet en passion för musik, inte minst för Gustav Mahlers verk. 1907 tog Kammerer kontakt med Mahler och han erbjöd sig senare att bli hans sekreterare (och vid behov även barnvakt). Mahler avled 1911 och Kammerer föreslog då hans hustru Alma Mahler till en tjänst som assistent vid hans forskningsinstitut i Wien, vilket hon accepterade. Kammerer och Alma Mahler hade regelbunden brevkontakt under några år. ("Han var en av de underligaste människor jag någonsin träffat", skrev hon i sin självbiografi And the bridge is love.)